# Raffi Liven
Raffi Liven (født 3. marts 1949 i Tel Aviv) er en dansk-israelsk karatesportsudøver, instruktør og sportsarrangør. 
Han har den højeste graduering i karate.
Han har boet i Danmark siden 1981.
Liven har været instruktør for specialstyrkerne i Israel og arbejdet som bodyguard for præsidenten af Martinique.
Han er to gange blevet europamester i en variant af karate.
I 2014 arrangerede han et Mixed Martial Arts-stævne i Aarhus.